# 현대글로비스 럭비단
현대글로비스 럭비단은 2015년에 창단한 대한민국의 럭비단이다. 연고지는 인천광역시이며 남동아시아드럭비경기장을 홈구장으로 사용한다. 초대 단장에는 현대글로비스 기획재경본부장 한용빈 전무가 임명되었으며, 초대 감독에는 정삼영 감독이 임명되었고 박창민 코치와 주장 이병준을 포함해 12명의 선수단을 선발했다
2023년 코리아 슈퍼럭비리그 2차 대회 우승하였다.

## 연혁
- 2015년 12월 15일 현대글로비스 럭비단 창단

## 같이 보기
- 현대글로비스